# Verdon (Dordonha)
Verdon é uma comuna francesa na região administrativa da Nova Aquitânia, no departamento Dordonha. Estende-se por uma área de 4,75 km². Em 2010 a comuna tinha 46 habitantes (densidade: 9,7 hab./km²).